# Глубоководные (фильм)
«Глубоководные» (англ. The Deep Ones) как «Глубинные» — американский научно-фантастический фильм ужасов 2020 года, написанный и снятый Чадом Феррином на основе повести «Тень над Иннсмутом» Г. Ф. Лавкрафта, в которой появляются Глубоководные. В фильме снимались Джина Ла Пиана, Роберт Миано, Иоганн Урб, Сильвия Спрос, Джеки Дебатин, Николас Костер, а продюсерами выступили Чад Феррин, Джина Ла Пиана, Роберт Миано и Джефф Олан. Супружеская пара сталкивается с чрезмерно дружелюбными местными жителями и странными событиями во время отдыха на побережье моря. Фильм разработала киностудия 123 Go Films ILY Films. Премьера фильма состоялась 10 октября 2020 года на кинофестивале в Ситжесе.

## Сюжет
Супружеская пара арендует пляжный дом, когда неожиданно осознают, что оказались в окружении странных соседей. Вскоре оказываются во власти таинственного культа и древнего морского бога.

## Роли
- Джина Ла Пиана — Алекс
- Роберт Миано — Рассела Марша
- Йохан Урб — Петри
- Сильвия Спрос — Ингрид Крауэр
- Джеки Дебатин — Деб
- Николас Костер — Финли
- Келли Маруни — Эмброуз Цадок
- Тимоти Маскателл — Джин Рейберн

## Премьера
Премьера фильма состоялась на фестивале андеграундного кино в Аризоне 19 сентября 2020 г., кинофестивале HARDLINE 24 сентября 2020 г., фестивале фильмов ужасов в Сантьяго 30 сентября 2020 г., кинофестивале Лавкрафта 2 октября 2020 г., Международном фестивале фантастических фильмов Grimmfest. и AFI Silver 9 октября 2020 г., кинофестиваль в Ситжесе 10 октября 2020 г. и Horrorthon Ирландского института кино 24 октября 2020 г. 
Премьера также состоялась на кинофестивале Dark Hedges 26 октября 2020 г., Международном кинофестивале Anatomy Crime & Horror 29 октября 2020 г., кинофестивале Another Hole in the Head 11 декабря 2020 г., MidWest WeirdFest 5 марта 2021 г., Великобритания. Кинофестиваль 11 марта 2021 г.
Фильм выйдет ограниченным тиражом в США 23 апреля 2021 года.

## Прием
На сайте Culture Crypt фильм получил 45 баллов из 100, что указывает на «неблагоприятные отзывы».

Эмили Блэк из Cinema Craze дала фильму оценку 3,5 из 5 и написала:
«Глубоководные» — это малобюджетная версия повести Лавкрафта, которая модернизирует рассматриваемый предмет и максимально использует его работу.